# Ledermanniella thollonii
Ledermanniella thollonii là một loài thực vật có hoa trong họ Podostemaceae. Loài này được (Baill.) C. Cusset mô tả khoa học đầu tiên năm 1983.